# Mont aux Potences
Le Mont aux Potences ou Mont des Potences (en néerlandais : Galgenberg) est le nom d'une colline et d'un ancien quartier du centre-ville de Bruxelles, qui tire son nom de l'ancien emplacement de la potence utilisée pour pendre les criminels condamnés. 
La colline, au sein du Pentagone, est bordé à l'est par la petite ceinture, au sud par les Marolles dans la partie basse de la ville et au nord par le Sablon dans la partie haute de la ville. C'est le mont aux Potences qui forme la frontière entre les deux quartiers. 
André Vésale a grandi dans la maison parentale de la « Hellestraetken » au début du XVIe siècle et a régulièrement vu les criminels pendus après l'exécution lorsqu'il était enfant. Cette maison se trouvait sur le site de Athénée Robert Catteau comme le rappelle une plaque sur celui-ci. À son retour à Bruxelles en 1544, il s'installe dans un hôtel particulier de la même rue. La rue était située à proximité immédiate de l'actuelle rue des Minimes. Certaines sources suggèrent que Vésale est allé au Mont aux potences pour s'approvisionner en cadavres pour ses expériences anatomiques. 
La majeure partie du quartier a été démolie au XIXe siècle lors de la construction du palais de justice de Bruxelles à son sommet. 